# Michal Spáčil
Michal Spáčil (* 17. července 1974) je bývalý český fotbalista, záložník. 

## Fotbalová kariéra
V české lize hrál za SK Sigma Olomouc. Nastoupil v 9 ligových utkáních a dal 1 gól. V nižších soutěžích hrál za SK LeRK Prostějov a 1. HFK Olomouc.

## Ligová bilance
| Ročník                                   | Zápasy | Góly | Klub                 |
| ---------------------------------------- | ------ | ---- | -------------------- |
| 2. česká fotbalová liga 1995/1996        | 19     | 0    | SK LeRK Prostějov    |
| 2. česká fotbalová liga 1996/1997        | 21     | 1    | SK LeRK Prostějov    |
| 2. česká fotbalová liga 1997/1998        | 19     | 4    | SK LeRK Prostějov    |
| 2. česká fotbalová liga 1998/1999        | 27     | 3    | SK LeRK Prostějov    |
| 2. česká fotbalová liga 1999/2000        | 14     | 6    | SK LeRK Prostějov    |
| Gambrinus liga 1999/2000                 | 4      | 0    | SK Sigma Olomouc     |
| Gambrinus liga 2000/2001                 | 5      | 1    | SK Sigma Olomouc     |
| 2. česká fotbalová liga 2000/2001        | 29     | 6    | SK LeRK Prostějov    |
| 2. česká fotbalová liga 2001/2002        | 17     | 6    | SK Sigma Olomouc „B“ |
| 2. česká fotbalová liga 2002/2003        | 14     | 3    | SK Sigma Olomouc „B“ |
| 2. česká fotbalová liga 2003/2004        | 27     | 2    | 1. HFK Olomouc       |
| Moravskoslezská fotbalová liga 2004/2005 | -      | -    | 1. HFK Olomouc       |
| 2. česká fotbalová liga 2005/2006        | 24     | 3    | 1. HFK Olomouc       |
| 2. česká fotbalová liga 2006/2007        | 28     | 6    | 1. HFK Olomouc       |
| 2. česká fotbalová liga 2007/2008        | 25     | 2    | 1. HFK Olomouc       |
| 2. česká fotbalová liga 2008/2009        | 9      | 0    | 1. HFK Olomouc       |
| CELKEM 1. česká liga                     | 9      | 1    |                      |